# جو-أون: الحقد 2
جو-أون: الحقد 2 (بالإنجليزية: Ju-on: The Grudge 2)‏ ، هي فيلم ياباني من نوع رعب، أنتجت بتاريخ 23 أغسطس عام 2003م، وهي الجزء الثاني من قسم الحقد من سلاسل أفلام جون-أون المرعبة.

## وصلات خارجية
- جو-أون: الحقد 2 على موقع IMDb (الإنجليزية)
- جو-أون: الحقد 2 على موقع روتن توميتوز (الإنجليزية)
- جو-أون: الحقد 2 على موقع ألو سيني (الفرنسية)
- جو-أون: الحقد 2 على موقع أول موفي (الإنجليزية)
- جو-أون: الحقد 2 على موقع فيلمافينيتي (الإسبانية)
- جو-أون: الحقد 2 على موقع قاعدة بيانات الأفلام السويدية (السويدية)
- جو-أون: الحقد 2 على موقع قاعدة بيانات الفيلم (الإنجليزية)
- جو-أون: الحقد 2 على موقع ليتربوكسد (الإنجليزية)
- جو-أون: الحقد 2 على موقع كينوبويسك (الروسية)